# Вальтер, Амальрик
Виктор Амальрик Вальтер (фр. Victor Amalric Walter; 1870[…], Севр — 1959[…], Люри-сюр-Арнон) — французский производитель стекла, в основном известный своими изделиями с использованием метода литья стекла фр. pâte de verre (дословно «стеклянная паста»).

## Биография
Амальрик Вальтер родился в Севре 19 мая 1870 года. Начал работать на Севрской фарфоровой мануфактуре недалеко от Парижа, где украшал и глазуровал фаянсовые изделия. Он получил бронзовую награду на Национальной и колониальной ярмарке в Руане в 1896 году и золотую награду на Международной ярмарке труда в Париже в 1901. На него произвели впечатление изделия в технике pâte de verre Альбера Даммуза и Анри Кро, получившие золотую медаль на Всемирной выставке 1900 года.
С 1904 или 1905 года Вальтер начал работать на хрустальной фабрике братьев Дом в Нанси, Франция, где оставался вплоть до Первой мировой войны. Там он познакомился с дизайнером и модельером Анри Берже, совместно с которым работал в технике pâte de verre, подписывая изделия Daum Nancy (без указания своего имени и имени Берже). С помощью Берже Вальтер отлил около 100 различных моделей, однако лишь немногие из произведений того периода сохранились. В 1911 году он принимал участие в декорировании гостиной Дома Лоссо в Монсе, изготовив 15 работ, изображающих колокольню Тюэна и реку Самбру.
После войны Вальтер решил создать собственную стекольную мастерскую в Нанси, на улице Клодо. Он продолжил сотрудничество с Анри Берже. С 1919 по 1935 год вместе с Берже и другими известными скульпторами и дизайнерами он отлил не менее 500 моделей. Штат его мастерской был немногочислен (максимум 8-10 рабочих).
Со временем ар-деко начал вытеснять модерн и декоративно-прикладное производство как сектор малого бизнеса стало неконкурентоспособным из-за высоких производственных затрат. Впоследствии Вальтер переориентировал своё производство и отливал более простые изделия под влиянием ар-деко. В большинстве его произведений более позднего периода использовались не более трёх цветов, для снижения затрат.
После 1935 года мастерская Вальтера закрылась. Он постепенно ослеп.
Амальрик Вальтер умер 9 ноября 1959 года слепым и нищим в Лури-сюр-Арнон, где гостил у друга.

## Наследие
Наследие Вальтера и его стекольное дело остались после его смерти без внимания. В 2006 году в Дадли (Англия) Китом Каммингсом и Максом Стюартом был запущен посвящённый Вальтеру исследовательский проект. В то же время выставка его работ прошла в Музее стекла в Бродфилд-хаусе (Broadfield House).

## Галерея

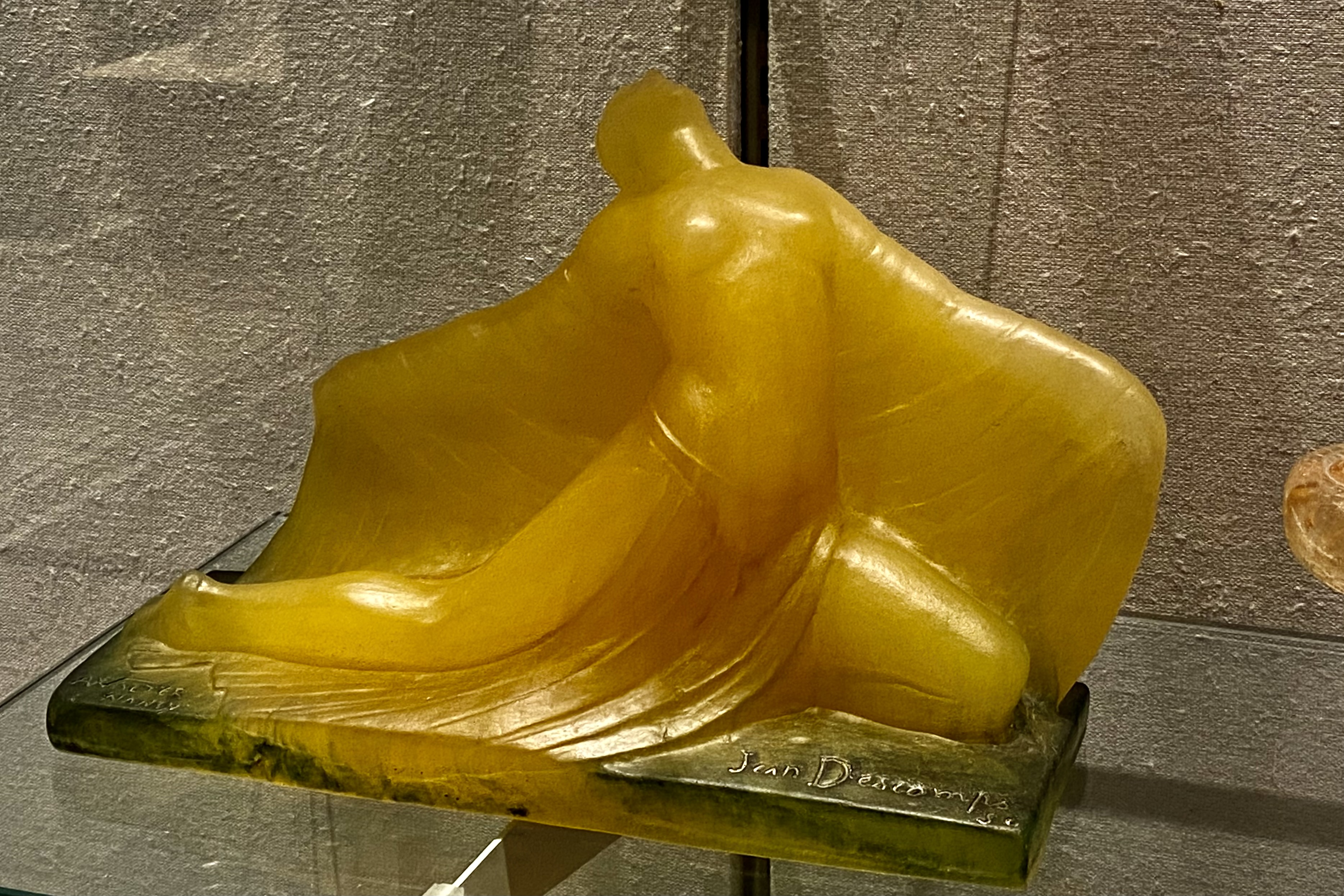
Танцовщица.
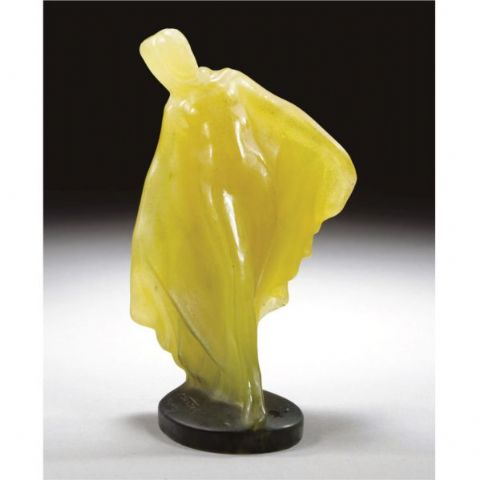
Танцовщица.
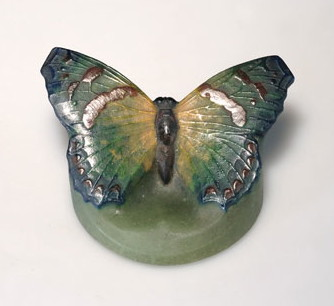
Бабочка.
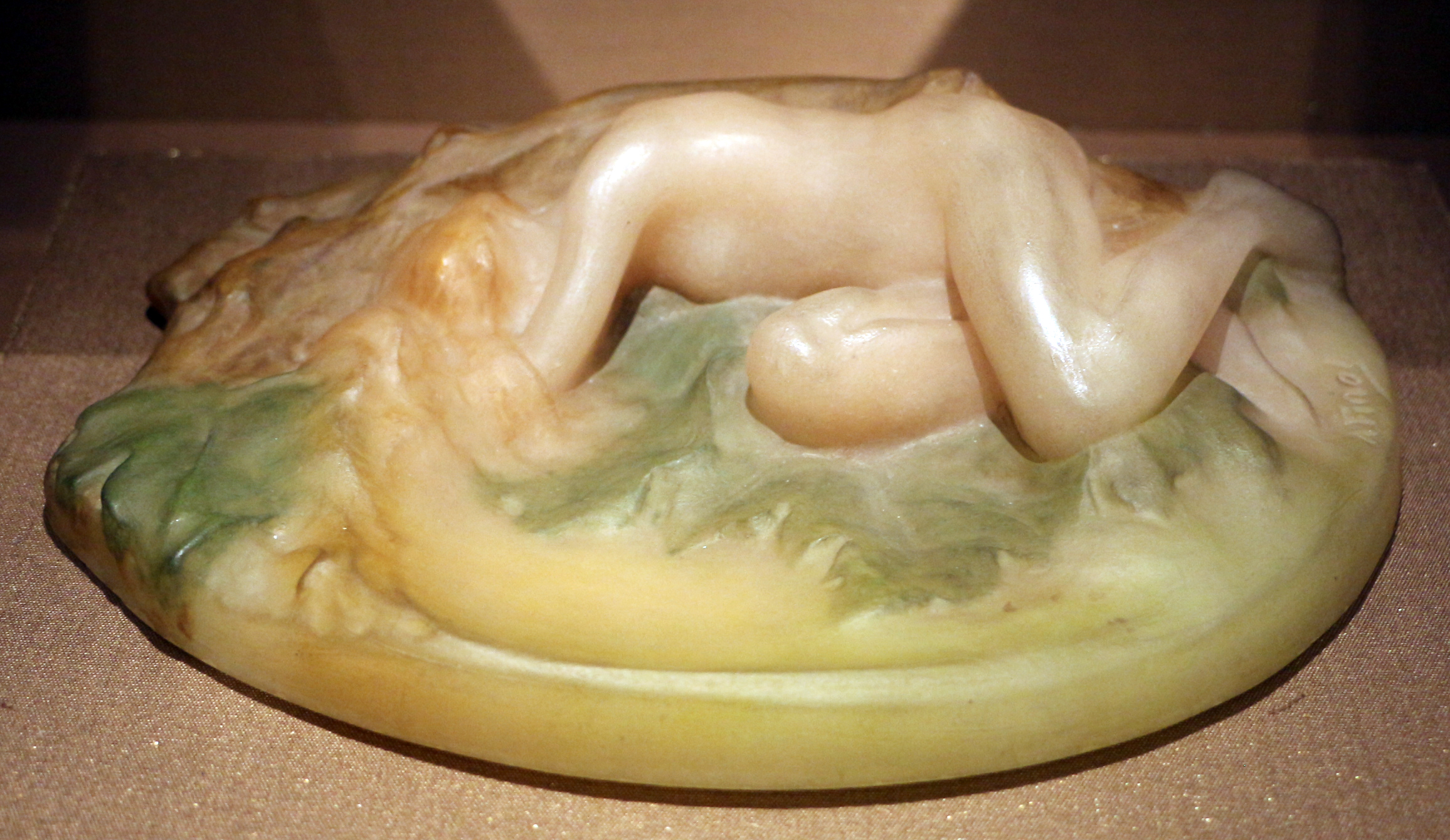
Лежащая обнажённая.
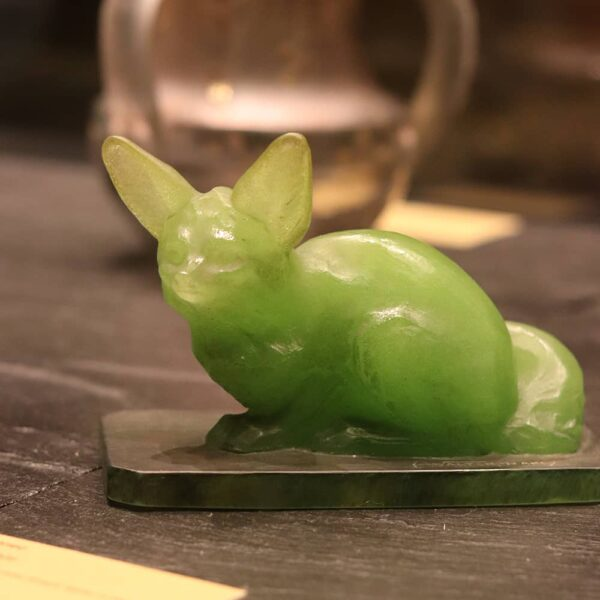
Фенек.
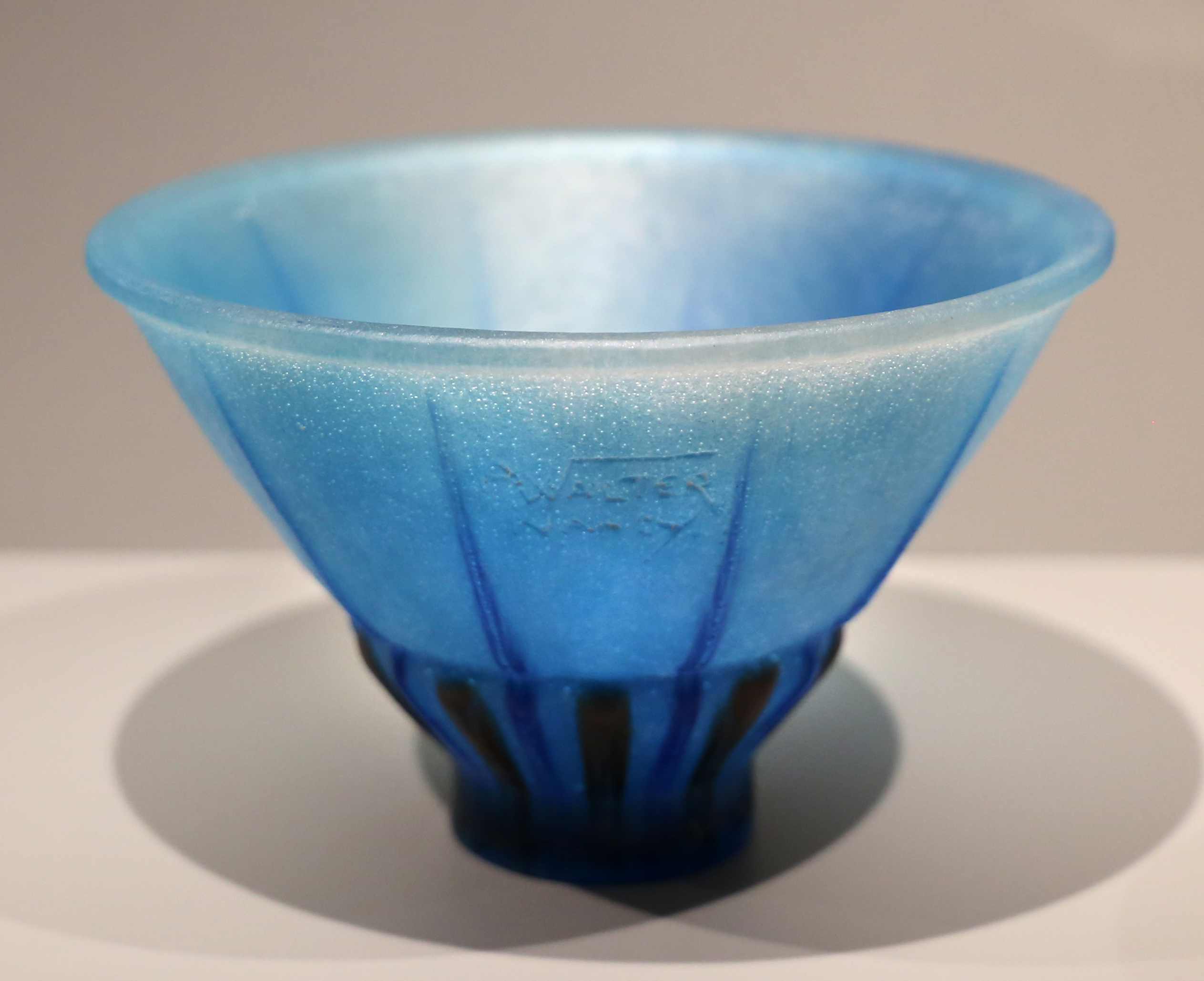
Синяя ваза.
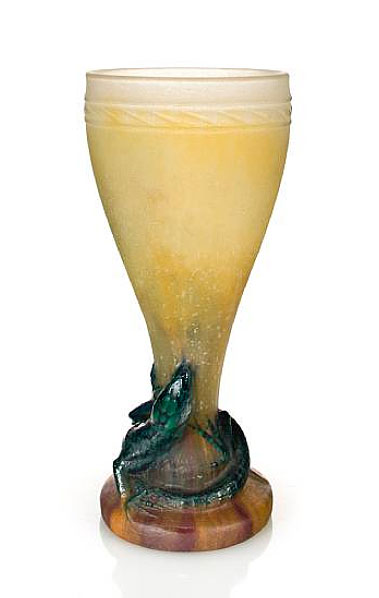
Ваза с ящерицей. Ок. 1925.
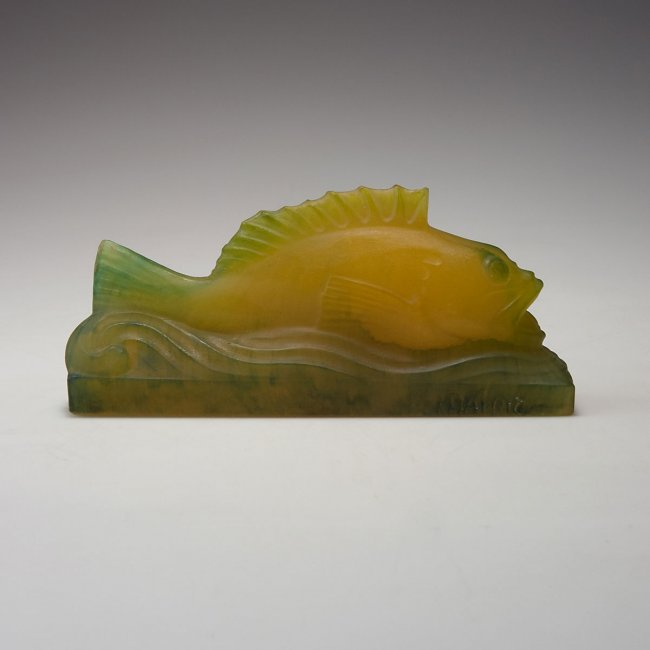
Декоративная рыбка. Ок. 1930.